# اريك فراير
اريك فراير (بالإنجليزية: Eric Fryer)‏ هو لاعب كرة قاعدة أمريكي، ولد في 26 أغسطس 1985 في كولومبوس في الولايات المتحدة.

## وصلات خارجية
- اريك فراير على موقع دوري كرة القاعدة الرئيسي (الإنجليزية)
- اريك فراير على موقعبيزبول رفرنس.كوم (الدوري الرئيسي) (الإنجليزية)
- اريك فراير على موقعبيزبول رفرنس.كوم (الدوري الثانوي) (الإنجليزية)
- اريك فراير على موقع إي إس بي إن.كوم (أم.أل.بي) (الإنجليزية)
- اريك فراير على موقع مشجعي الرسوم البيانية (الإنجليزية)